# Ân Ngạn quân
Ân Ngạn quân (Hangul: 은언군, Hanja: 恩彥君, 29 tháng 5, 1754 - 30 tháng 6, 1801), tên thật là Lý Nhân (이인/李䄄), tự Minh Hưng (명흥), là một Hoàng thân nhà Triều Tiên trong lịch sử bán đảo Triều Tiên. Ông là cháu nội của Triều Tiên Anh Tổ và tổ tiên của Triều Tiên Triết Tông

## Tiểu sử
Ân Ngạn quân Lý Nhân là con trai thứ 3 của Tư Điệu thế tử Lý Huyên, chào đời vào năm Triều Tiên Anh Tổ thứ 30 tại Đông cung, mẹ là Túc tần Lâm thị, vợ lẽ của Thế tử. Người anh đích xuất của ông chính là Triều Tiên Chính Tổ Lý Toán.
Ngày 25 tháng 6 năm thứ 41 (1765), cùng với người em cùng mẹ là Ân Tín quân cử hành quan lễ, ngày 10 tháng 11 cùng năm được ban hôn với với con gái của quan Tham tụng Tống Nhạc Hưu. Năm 1771 vì tội thiếu nợ các thương gia ở Sijeon một khoản tiền rất lớn, và bí mật huấn luyện tư binh, bị ông nội là vua Anh Tổ đày ra huyện Đại Tĩnh thuộc đảo Tế Châu (Jeju). Sau Ân Tín quân không hợp thủy thổ mà nhiễm bệnh rồi chết, hai năm sau (1773), Ân Ngạn quân được phóng thích về đất liền, đến năm 1774 thì được phục chức.
Tháng 5 năm 1786 thời vua Chính Tổ, Đại phi Kim thị (tức Vương hậu của Anh Tổ) tố cáo vào 5 năm trước, quyền thần Hồng Quốc Vinh (đã chết) có âm mưu tạo phản để đưa trưởng tử của Ân Ngạn quân là Thường Khê quân làm vương. Triều đình có lệnh đem Thường Khê quân ban chết bằng rượu độc, còn Ân Ngạn quân và gia quyến bị cách tước lưu đày ra đảo Giang Hoa (Ganghwa).
Năm Thuần Tổ nguyên niên (1801), khi này vua Chính Tổ đã chết, Kim thị trở thành Đại vương Đại phi chấp chính cho vua Thuần Tổ còn nhỏ tuổi, Triều Tiên phát sinh Cuộc bách hại năm Tân Dậu, đàn áp những người theo đạo Thiên Chúa. Vợ của Lý Nhân là Tống thị và con dâu Thân thị (tức vợ Lý Trạm) bị phát giác đã tiến hành lễ rửa tội, tháng 3 năm đó, Đại vương Đại phi hạ lệnh ban chết cho cả Tống thị và Thân thị. Tương truyền rằng theo giáo lý đạo Thiên chúa, việc tự tử là tội lỗi và sẽ bị đày xuống địa ngục, nên cả Tống thị và Thân thị đều không chịu uống thuốc độc. Những người thi hành án do đó đã cưỡng chế đổ thuốc vào miệng của họ cho đến chết.
Các triều thần cũng lũ lượt tố cáo và giết chết luôn cả Lý Nhân. Đến ngày 13 tháng 6 (ÂL), ông bị ban rượu thí tử ở đảo Giang Hoa. Năm đó ông được 48 tuổi.
Sau khi Triều Tiên Triết Tông cháu nội ông lên ngôi, vì thân phận đặc thù của tân vương, rất nhiều tài liệu liên quan đến âm mưu phản loạn của Hồng Quốc Vinh và Thường Khê quân, cùng với những sự kiện liên quan tới Tống phu nhân, đã bị xóa bỏ.

## Gia quyến
- Cha: Tư Điệu thế tử Lý Huyên (1735 - 1762)
- Mẹ đích: Huệ Khánh cung Hồng thị (1735 - 1815)
- Mẹ ruột: Túc tần Lâm thị (? - 1773)
- Vợ:

1. Thường Sơn quận phu nhân Tống thị (15 tháng 10, 1753 - 17 tháng 3, 1801), con gái Tống Nhạc Hưu. Tên Công giáo của bà là Mary.
2. Toàn Sơn quận phu nhân Lý thị (19 tháng 12, 1764 - 4 tháng 6, 1819), xuất thân Toàn Châu Lý thị, con gái Lý Đức Hỷ (vợ lẽ)

- Con

1. Trưởng tử: Thường Khê quân Lý Trạm (1769 - 1786), mẹ là phu nhân Tống thị
2. Thứ tử: Xương Thuận, chết yểu, mẹ là phu nhân Tống thị
3. Tam tử: Xương Đức, chết yểu, mẹ là phu nhân Tống thị
4. Tứ tử: Phong Khê quân Lý Đường (1 tháng 3, 1783 - 1826), mẹ là phu nhân Tống thị. Được chỉ định làm hậu tự cho Ân Toàn quân
5. Trưởng nữ: Toàn Châu Lý thị (4 tháng 8, 1796 - 4 tháng 4, 1872), mẹ là phu nhân Tống thị. Lấy Hàn Giác Tân (1795 - 1853)
6. Thứ tử: Lý Thành Đắc (1775 - 1817), không rõ mẹ.
7. Thứ tử Lý Thiết Đắc (1780 - ?), không rõ mẹ.
8. Ngũ tử: Tảo thương, mẹ là phu nhân Lý thị
9. Lục tử: Toàn Khê Đại viện quân Lý Khoáng (1785 - 1841), mẹ là phu nhân Tống thị. Ông là thân sinh phụ của Triều Tiên Triết Tông